# Pavia Foot Ball Club 1928-1929
Questa voce raccoglie le informazioni riguardanti il Pavia Foot Ball Club nelle competizioni ufficiali della stagione 1928-1929.

## Stagione
Nel 1928 ritorna alla vecchia denominazione "Pavia Foot Ball Club" con la fusione dei neroverdi dell'Arduino-Pavia e i rossoverdi del Vittoria, entrambe società pavesi.
Il 24 settembre 1928 il Commissario Rag. Celestino Palestra annunciò il ritorno all'attività della società azzurro-scudata.
La società ha prelevato i calciatori dalle due società, ai quali si sono aggiunti il mediocentro Ragaglia, ritornato dal Novara, i due attaccanti Ballarin dopo otto stagioni disputate al Milan, e Recalcati dalla Milanese. Allenati dal dott. Villani, hanno disputato e vinto il campionato di Seconda Divisione, ottenendo la promozione in Prima Divisione.

## Rosa
| N. |                   | Ruolo | Calciatore       |
| -- | ----------------- | ----- | ---------------- |
|    | Italia (bandiera) | A     | Renzo Albizzati  |
|    | Italia (bandiera) | C     | Carlo Avesani    |
|    | Italia (bandiera) | C     | Tiziano Ballarin |
|    | Italia (bandiera) | C     | Gino Bellotti    |
|    | Italia (bandiera) | D     | Carlo Calzati    |
|    | Italia (bandiera) | P     | Luigi Calzati    |
|    | Italia (bandiera) | A     | Cesare Del Nero  |
|    | Italia (bandiera) | A     | Mario Gabri      |
|    | Italia (bandiera) | P     | Carlo Lucchini   |

| N. |                   | Ruolo | Calciatore        |
| -- | ----------------- | ----- | ----------------- |
|    | Italia (bandiera) | D     | Mario Migliorini  |
|    | Italia (bandiera) | C     | Giuseppe Miradoli |
|    | Italia (bandiera) | C     | Giovanni Montani  |
|    | Italia (bandiera) | D     | Piero Ragaglia    |
|    | Italia (bandiera) | A     | Luigi Recalcati   |
|    | Italia (bandiera) | D     | Oreste Ronchetti  |
|    | Italia (bandiera) | A     | Armando Seglie    |
|    | Italia (bandiera) | A     | Carlo Sverzellati |
|    | Italia (bandiera) | C     | Giordano Zanotti  |